# Cornelis Lely
Cornelis Lely (Amsterdam, 23 september 1854 – Den Haag, 22 januari 1929) was een Nederlandse ingenieur, waterbouwkundige, minister, gouverneur en politicus. De Zuiderzeewerken zijn grotendeels uitgevoerd volgens zijn plannen. Lely ontwierp in 1891 een eerste concept van zijn plan voor de afsluiting van de Zuiderzee, waarop deze binnenzee uiteindelijk in 1932 door de Afsluitdijk definitief werd afgesloten en het huidige IJsselmeer ontstond.

## Biografie

### Jeugd en opleiding
Cornelis Lely was het zevende kind van Jan Lely en Adriana van Houten. Hij werd geboren aan de Leidsegracht in Amsterdam en bracht hier ook een groot deel van zijn jeugd door. Hij kwam uit een vrijzinnig protestants, doopsgezind gezin. Vader Jan was makelaar in granen en zaden en reisde veel voor zijn werk, waarbij hij zijn kinderen vaak meenam. Zodoende kreeg Cornelis Lely al op jonge leeftijd plekken als het in aanbouw zijnde Noordzeekanaal en de Oranjesluizen te zien.
Van 1866 tot 1871 volgde Lely de HBS aan de Keizersgracht. Vier jaar later, in 1875, behaalde hij het diploma van civiel ingenieur aan de TH te Delft.
Na zijn afstuderen kreeg hij eerst een tijdelijke betrekking als waterpasser. Vervolgens trad hij als ingenieur in dienst van het Ministerie van Waterstaat, waar hij minister Johannes Tak van Poortvliet bijstond bij de opstelling van diens Kanalenwet. In september 1886 werd hij assistent bij de Zuiderzeevereniging, een vereniging die zich de afsluiting en inpoldering van de Zuiderzee ten doel had gesteld. Hij deed veel onderzoek en ontwierp in totaal acht rapporten waarin hij zijn eigen inpolderingsplannen uitwerkte. In 1891 voltooide hij zijn plan, dat hij vele jaren later, na de watersnood 1916 als minister bij wet tot uitvoering deed brengen. Daarnaast werd op zijn initiatief de Bergsche Maas gegraven, en bevorderde hij de spoorwegen.

### Ministerschap
Op 36-jarige leeftijd werd Lely benoemd tot minister van Waterstaat, Handel en Nijverheid in het Kabinet-Van Tienhoven (1891-1894). Lely was minister van Waterstaat in nog twee kabinetten: het Kabinet-Pierson (1897-1901) en het Kabinet-Cort van der Linden (1913-1918). In 1898 loodste hij de wet voor de Noordoosterlocaalspoorweg-Maatschappij door het parlement. Daartussen was hij van 1902 tot 1905 gouverneur van Suriname, en tijdens dit gouverneurschap bevorderde hij het aanvankelijk particuliere plan voor de aanleg van de Lawaspoorweg.
In augustus 1913 werd Lely voor de derde maal minister. De inpoldering van de Zuiderzee werd door zijn toedoen vervolgens eindelijk opgenomen in het regeringsprogramma, nadat zijn eerdere voorstellen door de voorgaande kabinetten meermaals waren afgewezen.

### Overige functies

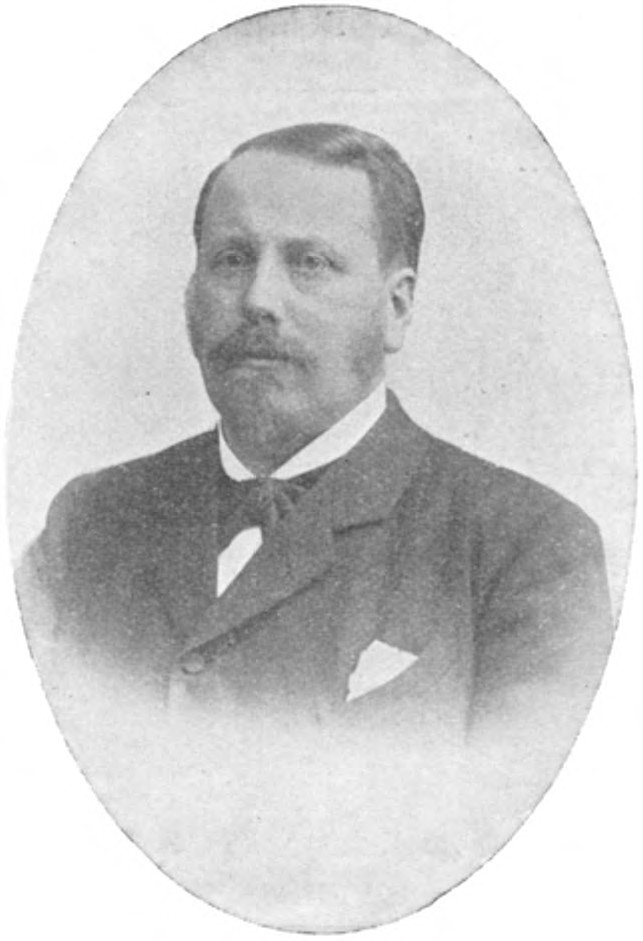
Kamerlid Cornelis Lely, ca. 1905

Lely bekleedde ook andere openbare functies. Naast zijn ministerschappen was hij lid van de Tweede Kamer (tussen 1894 en 1922), lid van de Eerste Kamer (1910-1913), lid van Provinciale Staten van Zuid-Holland (1909-1910) en lid van de gemeenteraad en wethouder van 's-Gravenhage (1908-1913). Tussen 1902 en 1905 was hij gouverneur van Suriname. Lely was initiator van de Mijnraad waarvan hij in 1902 kort de eerste voorzitter was en welke functie hij ook tussen 1908 en 1913 uitoefende.

### Erkenningen
Zijn wetenschappelijke verdiensten werden erkend door zijn benoeming in 1895 tot lid van de Koninklijke Nederlandse Akademie van Wetenschappen, afd. Natuurkunde, en in 1905, door het eredoctoraat van de Technische Hogeschool te Delft.
In 2017 werd dr. ir. Lely geselecteerd voor de Alumni Walk of Fame ter gelegenheid van het 175-jarig bestaan van de TU Delft. Lely kreeg dit eerbetoon voor zijn uitzonderlijke loopbaan, in het bijzonder voor zijn optreden als Minister van Waterstaat en zijn plan Zuiderzeewerken.

### Privé

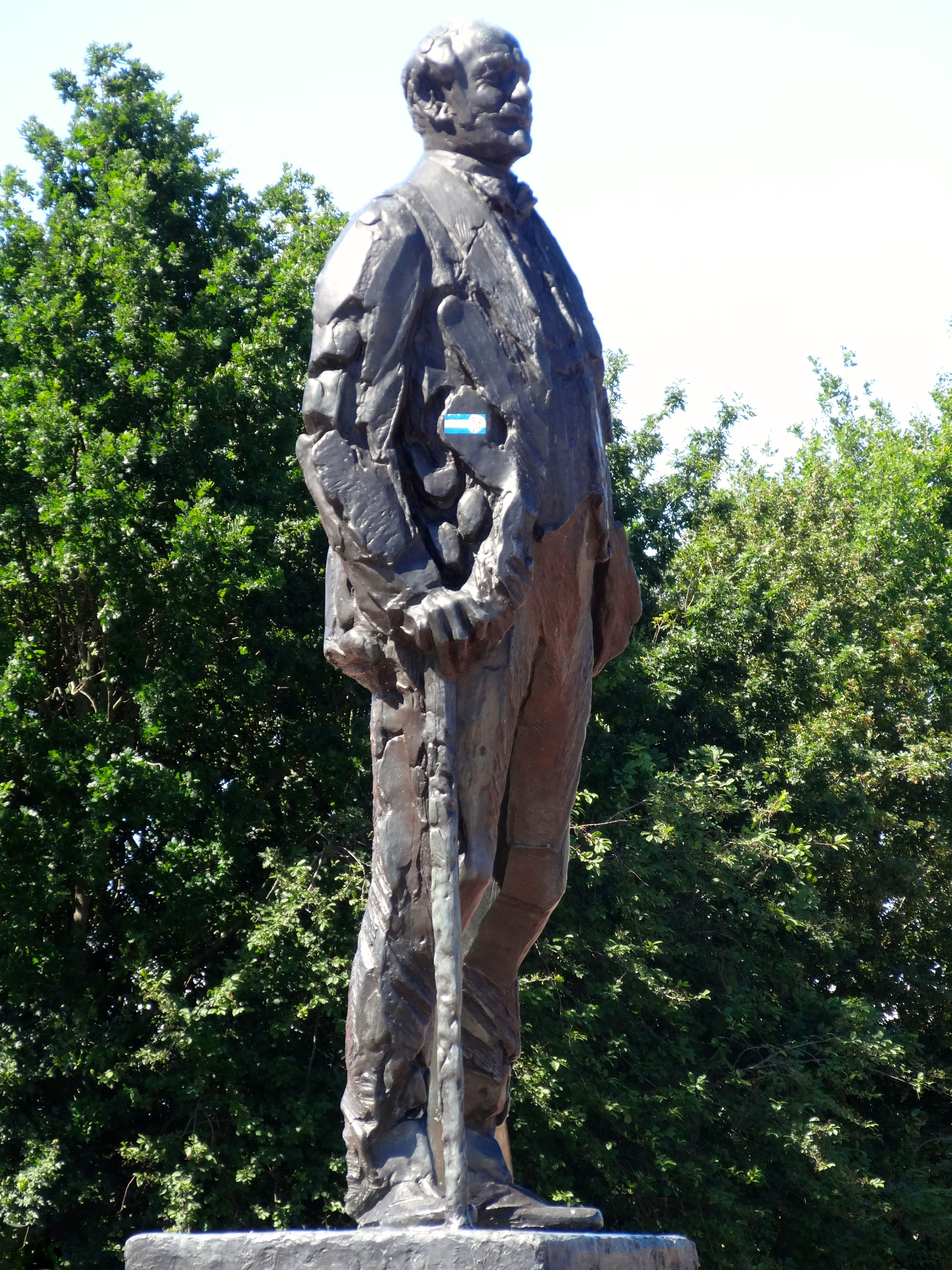
Cornelis Lely door Piet Esser Lelystad

Hij trouwde in 1881 met de 19-jarige Gerarda Jacoba (Mies) van Rinsum, die hij vijf jaar eerder had ontmoet op de bruiloft van zijn broer Dirk die met Mies' zus trouwde. Twee jaar later werd hun eerste zoon Jan geboren. Nadien kregen ze nog vijf kinderen, waaronder Cornelis Willem, hoofdingenieur bij rijkswaterstaat. Een kind werd dood geboren terwijl hun derde zoon slechts twee jaar oud werd.
Mies overleed plotseling in de zomer van 1914, zeer kort nadat zij en Cornelis vroegtijdig waren teruggekeerd van een kuurverblijf in Mariënbad. Omdat de Eerste Wereldoorlog op het punt van uitbreken stond was het in Duitsland niet meer veilig.
Hij woonde in zijn tijd als minister op Alexanderstraat 13 in Den Haag. In 1922, nadat hij zich uit het politieke leven had teruggetrokken, verhuisde hij naar de Neuhuyskade en maakte reizen naar Egypte en Jeruzalem. Zijn zeventigste verjaardag in 1924 werd groots gevierd, met een officieel bericht in de krant en een receptie waarbij ook de minister van Waterstaat aanwezig was.
In de herfst van 1927 vertrok Lely samen met zijn dochter Bep voor een maand naar de Verenigde Staten om er een reeks lezingen te geven, op uitnodiging van de Netherland-America Foundation die toen net was opgericht.
Lely overleed in 1929 op 74-jarige leeftijd te Den Haag. Hij werd liggend op de grond naast zijn bureau gevonden, waar hij net was begonnen aan een brochure over het toen nog aan te leggen Amsterdam-Rijnkanaal. Hij werd begraven op de Algemene Begraafplaats aan de Kerkhoflaan. Hij heeft de eerste drooglegging – die van het Wieringermeer – in 1930 en de sluiting van de Afsluitdijk (1932) niet meer meegemaakt.
Lely is, via zijn zoon Jan en diens dochter Mies, overgrootvader van schrijfster Charlotte Mutsaers.

## Lely's plannen
Hoewel er al honderden jaren voor Lely gesproken werd over de inpoldering van de Zuiderzee, was Cornelis Lely de eerste die een technisch uitvoerbaar plan presenteerde, dat een oplossing bood voor problemen zoals de afwatering van de IJssel. De drooglegging van de Zuiderzee is lang gezien als een wild avontuur, en ook nadat Lely zijn plan presenteerde is er nog lang gediscussieerd over de voor- en nadelen, zoals de economische gevolgen voor vissersdorpen, de prijs van het project en de risico's.
Lely is in staat geweest zijn plan te verwezenlijken doordat hij behalve ingenieur ook een capabel politicus was. Zelfs toen hij in 1913 de drooglegging in het regeringsprogramma kreeg was er nog grote maatschappelijke weerstand. Twee dingen hebben Lely geholpen: de Eerste Wereldoorlog veroorzaakte voedselschaarste, waardoor de extra landbouwgronden die de Zuiderzeewerken op zouden leveren van groot belang werden. De belangrijkste omslag kwam met de watersnood van 1916. De gevolgen van deze watersnood deden de publieke opinie pas beseffen hoe naïef het is om de gevaren van de zee te negeren. Twee jaar later, in 1918, loodste Lely de Zuiderzeewet door het parlement.
De visie van Lely was verkorting van de kustlijn. Hij redeneerde dat de verdediging tegen de zee zo sterk was als de zwakste schakel met de vele honderden kilometers kustlijn aan de Zuiderzee erg moeilijk zou zijn om een effectieve waterkering te onderhouden. De Afsluitdijk heeft dit allemaal vervangen door een enkele dam. Deze visie van Lely is later nogmaals toegepast in de Deltawerken, waarbij de kustlijn van Zeeland een groot stuk verkort is. Een aanpak die in de lage landen op veel kleinere schaal al eeuwen werd toegepast.

## Eervolle vernoemingen

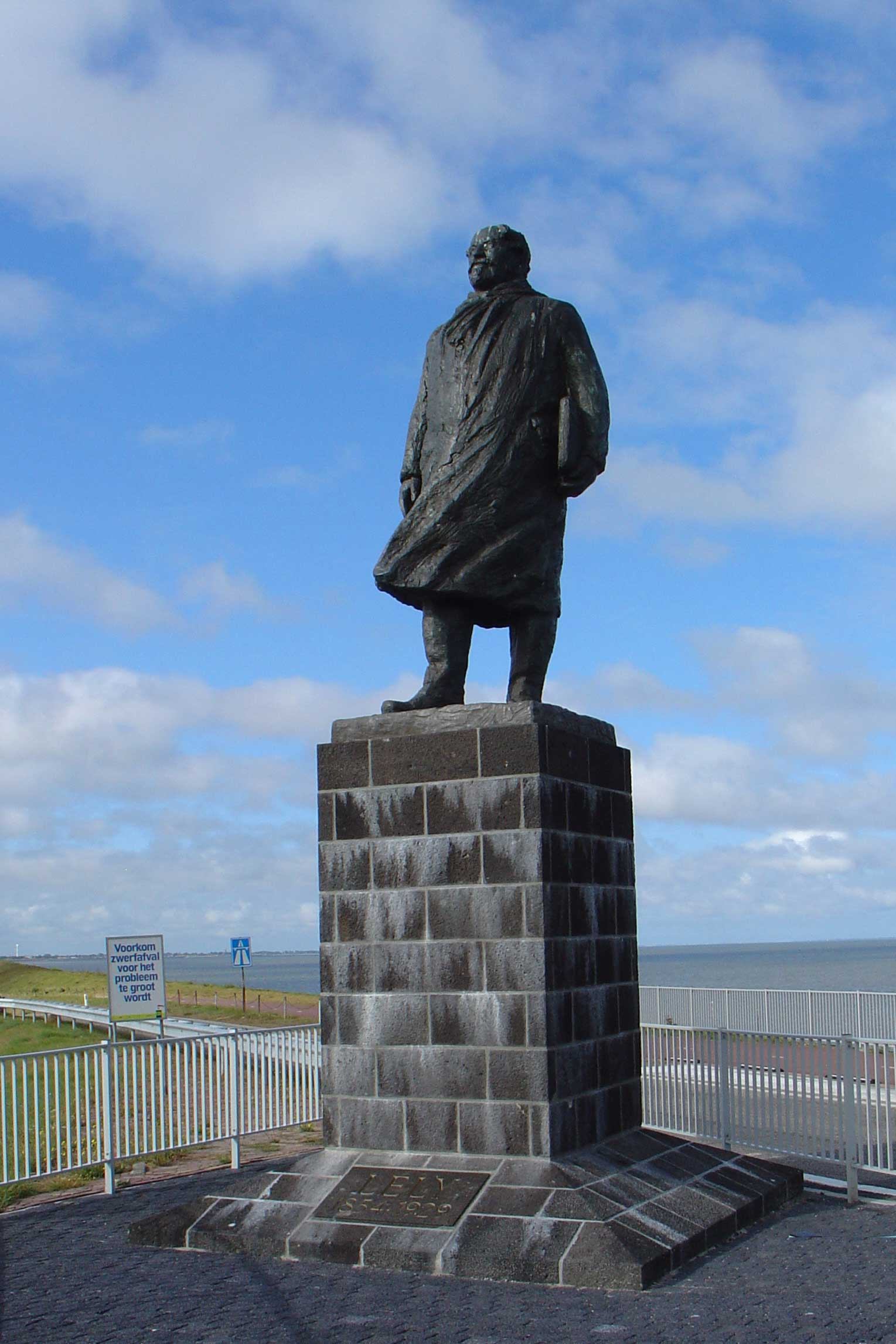
Standbeeld van Cornelis Lely op de Afsluitdijk

### Standbeeld
Op 23 september 1954, zijn honderdste geboortedag, is een standbeeld onthuld door koningin Juliana. Het stond toen aan de Noord-Hollandse kant van de Afsluitdijk en is gemaakt door Mari Andriessen. Het beeld is na een grondige opknapbeurt verhuisd naar de omgeving van het monument op de Afsluitdijk. In Lelystad bevindt zich eveneens een standbeeld van Lely, gemaakt door Piet Esser, plus een door Hans van Houwelingen ontworpen basaltstenen zuil van dertig meter hoog, met daarop een afgietsel van het standbeeld van Andriessen.

### Vernoeming
De plaatsen Lelystad in Flevoland en Lelydorp en het Lelygebergte in Suriname zijn naar hem genoemd, evenals het gemaal Lely in de Wieringermeer. In Amsterdam is een weg naar hem genoemd, de Cornelis Lelylaan, waar vervolgens station Amsterdam Lelylaan en het Cornelis Lelyplein weer naar zijn genoemd. In Sluiskil werd in 1908 de Minister Lelybrug in gebruik genomen; deze is gesloopt in 1968. Verder zijn er in Nederland straten naar hem vernoemd in Amstelveen, Arnhem, Breda, Deventer, Dordrecht, Ede, Franeker, Harderwijk, Hardinxveld-Giessendam, Heemstede, Heerlen, Huizen, Hulst, Kampen, Leek, Leiden, Lelystad (de Lelybaan), Maarssen, Middenmeer, Nieuwerkerk aan den IJssel, Ridderkerk, Rijswijk, Scheveningen, Sliedrecht, Terneuzen, Velsen, Vlissingen, Waalwijk, Werkendam, Wolvega, Zutphen en Zwijndrecht.

## Werken van Lely
- Plan tot afsluiting van de Zuiderzee
- Aanleg spoorlijn in Suriname
- Oprichting Staatsmijnen
- Aanleg van de vissershaven te Scheveningen

## Publicaties van Lely
- Ontwerp tot heropening van het Oude Maasje (1879).
- Ontwerp van een kanaal van Amsterdam langs Utrecht over Wijk bij Duurstede, en voor een kanaal van Amsterdam over Gouda naar Rotterdam (1880). met J. van den Toorn
- Een tijdelijke Rijnvaart of de Keulsche Vaart. J.H. & G. van Heteren (1881).
- Ontwerp tot verbetering van de Schipbeek in het belang der afwatering van het Waterschap de Schipbeek (1884).
- Nota betreffende het onderzoek omtrent de afsluiting van de Zuiderzee, de Wadden en de Lauwerszee. Brill, voor de Zuiderzeevereniging (1887).
- De afsluiting Noord-Holland-Wieringen-Friesland en de droogmaking van het gedeelte der Zuiderzee binnen die afsluiting - deel 1. Brill, voor de Zuiderzeevereniging (1887).
- De afsluiting Noord-Holland-Wieringen-Friesland en de droogmaking van het gedeelte der Zuiderzee binnen die afsluiting - deel 2 (de invloed der afsluiting op de waterkeering der provinciën langs de Zuiderzee). Brill, voor de Zuiderzeevereniging (1887).
- De afsluiting Noord-Holland-Wieringen-Friesland en de droogmaking van het gedeelte der Zuiderzee binnen die afsluiting - deel 3 (de invloed der afsluiting op de waterloozing der provinciën langs de Zuiderzee). Brill, voor de Zuiderzeevereniging (1887).
- De afsluiting Noord-Holland-Wieringen-Friesland en de droogmaking van het gedeelte der Zuiderzee: 4 (invloed der afsluiting op de waterverversching der provinciën langs de Zuiderzee. De invloed der afsluiting op de scheepvaart der Zuiderzee). Brill, voor de Zuiderzeevereniging (1887).
- De afsluiting Noord-Holland-Wieringen-Friesland en de droogmaking van het gedeelte der Zuiderzee:5 (de constructie en de kosten van den afsluitdijk, de sluizen en de bijkomende werken. De voor- en nadeelen der afsluiting buiten verband met de droogmaking). Brill, voor de Zuiderzeevereniging (1887).
- Nota over de uitkomsten der waarnemingen van het slibgehalte der Nederlandsche rivieren. ministerie van Waterstaat, Nijverheid en Handel (1888).
- Rapport betreffende de landaanwinning op de Friesche Wadden. Maatschappij tot landaanwinning op de Friesche Wadden (1888).
- Verslag onze het nader bodemonderzoek van de Friesche wadden in den zomer van 1889 verricht. Brill, voor de Zuiderzeevereniging (1890).
- Waterbouwkunde. Dl. 2. Afd. 11. Rivieren en rivierwerken. Van Cleef (1890).
- Resultaten der terreinwerkzaamheden verricht in 1889 en 1890 (nota 6). Brill, voor de Zuiderzeevereniging (1891).
- Resultaten van het technisch onderzoek 1886-1892: Deel 8: Vergelijking van verschillende ontwerpen tot afsluiting en droogmaking van de Zuiderzee. Brill, voor de Zuiderzeevereniging (1892).
- Stroomsnelheden in een open Panamakanaal (1907). lezing
- Nieuwe havens voor Amsterdam, uit zee toegankelijk, vrij van spoorwegbruggen en vrij van sluizen. Brill, voor de Zuiderzeevereniging (1912).
- Ontwerp van Wet tot Afsluiting en Droogmaking van de Zuiderzee met Toelichtende Memorie van 1901. Brill, voor de Zuiderzeevereniging (2e druk) (1921).
- Bericht aan het Departement van Waterstaat met betrekking tot artikelen van Mr. van Gijn in de "Haagsche Post" betreffende de droogmaking der Zuiderzee. Zuiderzeeraad (1921).
- Verslag der commissie, ingesteld bij beschikking van den Minister van Waterstaat van 17 Juli 1919 La. B, Afdeeling Waterstaat T, in zake wijziging der afsluiting van het IJ. Ministerie van Waterstaat (1922).
- Note sur les variations de la plage sous-marine de Port-Said, a l'ouest de la jetée ouest. Commission Consultaire Internationale du Canal de Suez (1924).
- Notes de Mr. C. Lely, membre du Commission Consultaire Internationale du Canal de Suez. Commission Consultaire Internationale du Canal de Suez (1925).
- Rapport der Commissie ingesteld door de Kamer van Koophandel en Fabrieken voor het district Maastricht en omstreken, ter bestudering van het vraagstuk van den havenaanleg te Maastricht in verband met den aanleg van een scheepvaartweg van Born naar de Maas. Kamer van Koophandel Maastricht (1925).
- De kanaalverbinding Amsterdam-Boven-Rijn en de verbetering van de Linge. Betuwsche Kanaalvereeniging (1927). rede, Tiel